# Williamson County, Tennessee
Williamson County är ett administrativt område i delstaten Tennessee, USA, med 183 182 invånare. Den administrativa huvudorten (county seat) är Franklin. 

## Geografi
Enligt United States Census Bureau har countyt en total area på 1 512 km². 1 510 km² av den arean är land och 2 km² är vatten.  

### Angränsande countyn
- Davidson County - norr
- Rutherford County - öst
- Marshall County - sydost
- Maury County - söder
- Hickman County - sydväst
- Dickson County - nordväst
- Cheatham County - nord-nordväst